# یورونزی‌ها
یورونریایی‌ها (انگلیسی: Euronesian) واژه‌ای مرکب از دو لغت و یک اصطلاح فراشمول است و برای مردمی به کار می‌رود که حاصل اختلاط نژادی میان اروپایی‌ها وپلی‌نزیایی‌ها، ملانزیایی‌ها یا میکرونزی تبارها هستند. این اصطلاح بیشتر در ساموآ و توسط استعمارگران، مبلغان و بازرگانان بریتانیایی یا فرانسوی استفاده می‌شد،
و همچنین این واژه در مورد برخی از نوادگان اسپانیایی‌ها و پلی‌نزیایی‌ها در جزیره ایستر (جایی که قوانین دولت شیلی آنها را مستیسو نامیده است)، و فرزندان اسپانیایی‌ها و میکرونزی‌ها در گوام، جزایر ماریانای شمالی، جزایر مارشال، جزایر کارولین و پالائو کاربرد دارد.آفاکاسی (ساموآیی: 'Afakasi)واژه رایجی است که در ساموآ، برای یورونزی‌ها به کار برده می‌شود، در فیجی، معمولاً از اصطلاح کایلوما (فیجیایی: 'Kailoma)استفاده می‌شود.
گروه‌های متمایز یورونزی عبارتند از مردمان هاپا در هاوایی، دمیس‌های تاهیتی، اهالی جزیره اوبیکی، اهالی جزایر پیت‌کرن، جزیره‌نشینان نورفولک و مردمان جزایر پالمرستون.